# Bächenstock (öster Göschenen)
Bächenstock är en bergstopp i Schweiz.   Den ligger i kantonen Uri, i den centrala delen av landet, 100 km öster om huvudstaden Bern. Toppen på Bächenstock är 2 944 meter över havet, eller 864 meter över den omgivande terrängen. Bredden vid basen är 7,3 km.
Terrängen runt Bächenstock är huvudsakligen bergig. Närmaste större samhälle är Erstfeld, 15,5 km norr om Bächenstock. 
Trakten runt Bächenstock består i huvudsak av gräsmarker. Runt Bächenstock är det glesbefolkat, med 17 invånare per kvadratkilometer.